# Kontroler gier
Kontroler do gier – urządzenie wejściowe używane do kontrolowania gier komputerowych i konsol. Kontroler zwykle podłączany jest do konsoli gier lub do komputera osobistego. Kontrolerami mogą być klawiatura, mysz komputerowa, gamepad, dżojstik, paddle oraz każde inne urządzenie przeznaczone do kontrolowania gry. Urządzenia specjalnego przeznaczenia, jak kierownica dla gier rajdowych czy pistolet świetlny dla strzelanek również zostaną pokrótce opisane. Niektóre urządzenia, jak klawiatura i mysz komputerowa, mogą być głównymi urządzeniami wejściowymi na danej platformie i ich funkcje nie muszą być ograniczone jedynie do kontrolowania gier.
Kontrolery gier używane są głównie do wpływania na ruch i czynności w grze komputerowej. To, czym gracz kieruje za pomocą kontrolera, zależy od gry, lecz zazwyczaj bohater gry jest określony. Gamepad, jeden z najpopularniejszych obecnie kontrolerów gier, może zawierać kilka do kilkunastu przycisków oraz krzyżak. Pozwala to na kontrolowanie poczynań w grze w trzech wymiarach oraz na wykonywanie różnych czynności za pomocą przycisków. Z powodu łatwości użycia i precyzji, gamepady aktualnie dostępne są nie tylko jako kontrolery gier na konsolach, lecz również na komputerach osobistych.

## Typy kontrolerów gier

### Gamepad

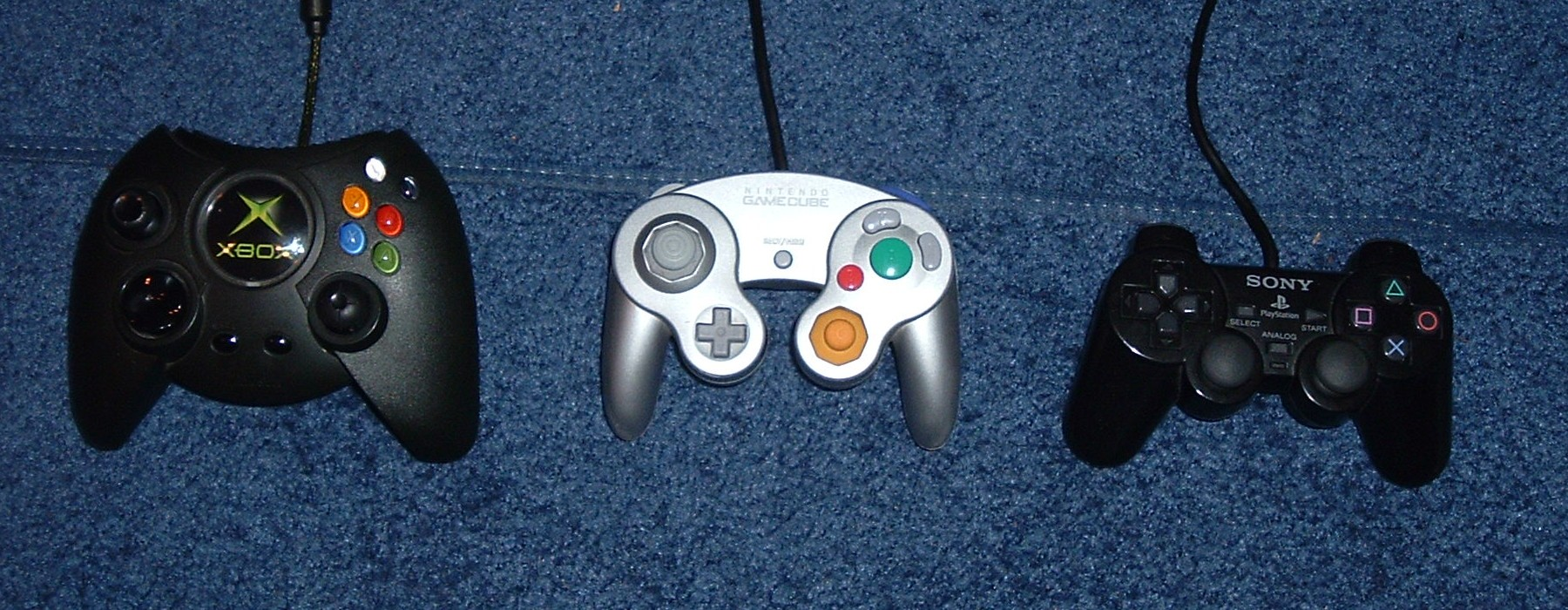
Od lewej: gamepady Xbox, GameCube i PlayStation 2

Gamepad, lub też joypad, to typ kontrolera gier trzymany w obu dłoniach, a w celu głównej kontroli gry używane są kciuki. Gamepady zazwyczaj zawierają przyciski dostępne pod prawym kciukiem, podczas gdy kontrolowanie kierunku poruszania się bohatera dostępne jest pod lewym kciukiem.
Niektóre popularne dodatki w gamepadach to przyciski po bokach obudowy uruchamiane przez palce wskazujące i środkowe, przyciski centralne opisane jako start, select („wybierz”) i mode („tryb”) oraz umieszczony w środku silnik, wprowadzający do gamepada force feedback.
Gamepady są aktualnie głównym kontrolerem w większości konsoli gier wideo. Gamepady dostępne są również na komputery osobiste, lecz wiele gier tworzonych jest z myślą o bardziej konwencjonalnych klawiaturach i myszkach.

### Paddle
Paddle to kontroler zawierający pokrętło i co najmniej jeden przycisk strzału. Kółko używane jest zwykle do poruszania bohatera lub obiektu w jednej osi. Paddle były pierwszymi analogowymi kontrolerami. Ten typ kontrolera odszedł w niepamięć, gdy gry typu „piłka i paletka” przestały być popularne.

### Trackball
Trackball to, najprościej mówiąc, mysz komputerowa umieszczona do góry kółkiem trzymana w jednej ręce. Nad myszką ma ona przewagę we względzie potrzebnego miejsca i tego, że jest tak szybka, jak ręka użytkownika. Jest to zwykle szybszy sposób od ruszania myszką ze względu na wspomnianą małą powierzchnię zajętą przez urządzenie.

### Dżojstik
Dżojstik w podstawowej wersji zbudowany z wychylnego drążka zamocowanego na podstawce. Przechylanie drążka w odpowiednim kierunku na dwuwymiarowej płaszczyźnie powoduje stosowną reakcję sterowanego obiektu. Istnieją dwa główne typy dżojstików:
- cyfrowy:

pozwalający wybrać tylko osiem kierunków: pionowe, poziome i ukosy,
- analogowy: pozwalający na wskazanie dowolnego azymutu (kierunku) oraz określenie stopnia wychylenia.

### Kierownica
Kierownica, zasadniczo większa wersja paddle’a, jest używana w grach wyścigowych. Wiele z nich ma wmontowany system force feedback, który potęguje uczucie realizmu (który pomimo tego i tak w większej mierze zależy od gry). Zwykle kierownice sprzedawane są razem z pedałami gazu i hamulca. Zmiana biegu może być wykonywana za pomocą mniejszego pokrętła lub, częściej, za pomocą prostej dźwigni poruszanej do przodu lub do tyłu. Coraz częściej spotyka się dźwignie imitujące skrzynie biegów z prawdziwych samochodów, które mogą również robić użytek ze sprzęgła. Większość kierownic można obracać o kąt 200 do 270 stopni, lecz w niektórych modelach obrót kierownicy jest większy.

### Klawiatura i myszka

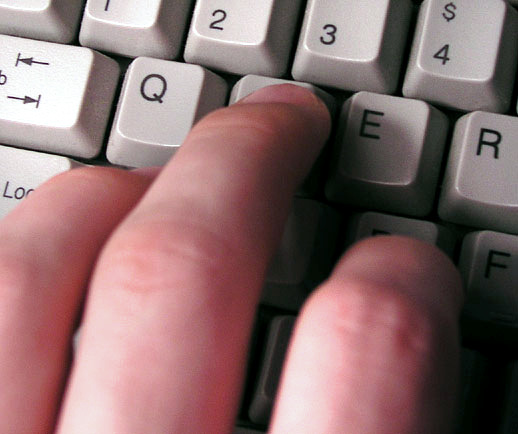
Układ WSAD jest często używany przez graczy

Klawiatura i myszka komputerowa są głównymi urządzeniami wejściowymi komputerów osobistych oraz aktualnie są głównymi kontrolerami gier komputerowych. Niektóre konsole gier wideo umożliwiają podłączenie klawiatury i myszki. Klawiatura komputerowa została stworzona do wprowadzania tekstu. Myszka jest podręcznym urządzeniem wskazującym, używanym jako dodatek do klawiatury. W grach klawiatura używana jest zwykle do kontroli ruchu bohatera gry, a myszka do kontrolowania kamery lub do celowania.
Klawiatura numeryczna znajdująca się na klawiaturze używana jest czasem jako osobny kontroler, najczęściej we wczesnych konsolach, zwykle dołączany do dżojstika lub paddle’a. Klawiatura numeryczna to klawiatura zawierająca klawisze ponumerowane cyframi od 0 do 9.

### Pistolet świetlny

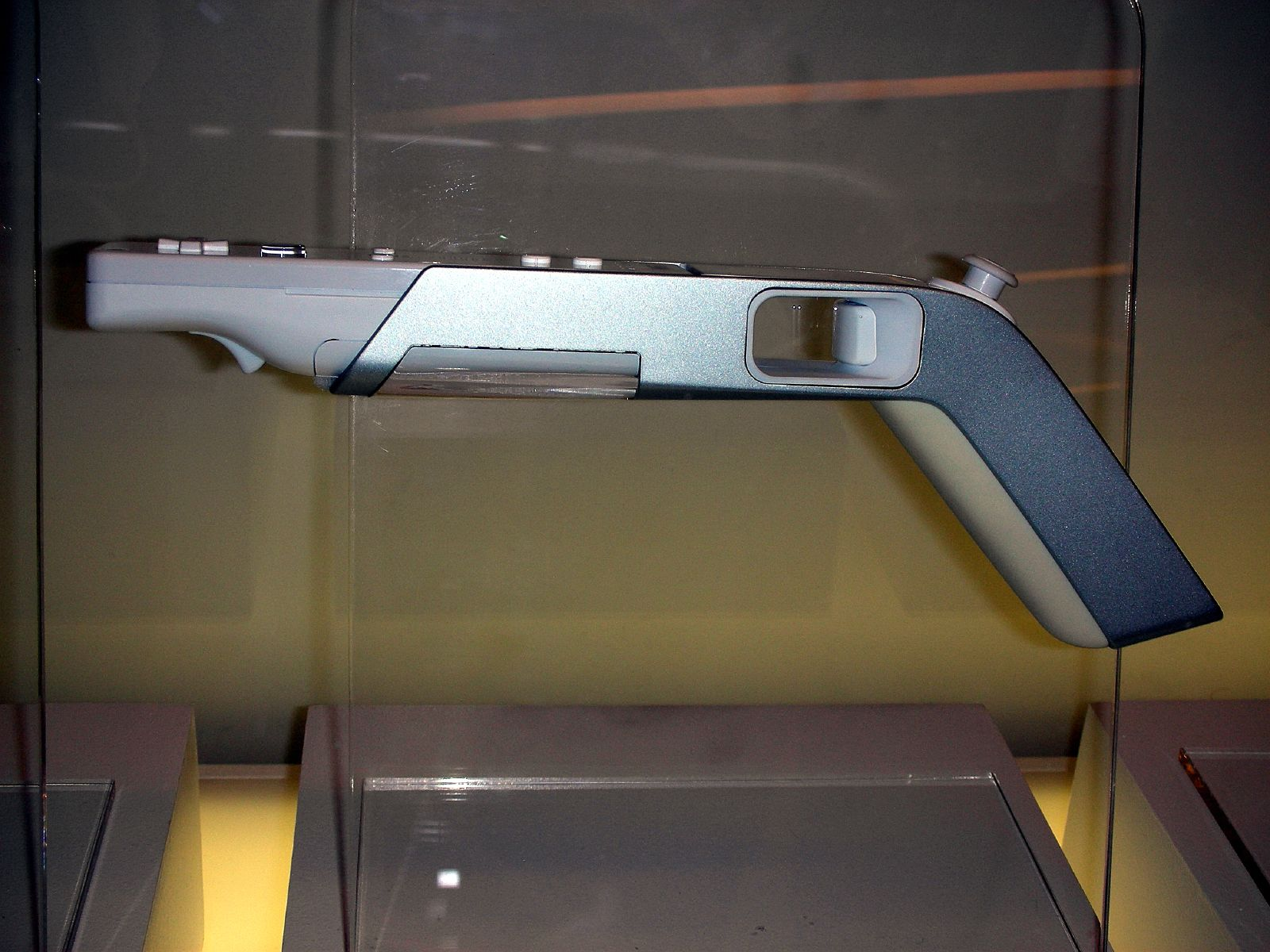
Pistolet świetlny do konsoli Wii, Wii Zapper

Pistolet świetlny to kontroler używany do „strzelania” w cele pojawiające się na ekranie. Zwykle wyglądem pistolety przypominają prawdziwą broń. Ich użycie jest zazwyczaj limitowane do gier akcji nazywanych rail shooterami lub gier strzelniczych, jak na przykład dostępnymi wraz z pistoletem świetlnym „shooting gallery”. Pierwszą domową konsolą z dostępnym pistoletem świetlnym była Magnavox Odyssey. Później firma Nintendo rozpoczęła sprzedaż pistoletów dla konsoli Famicom i NES. Nintendo wydało również pistolet świetlny dla konsoli Wii.

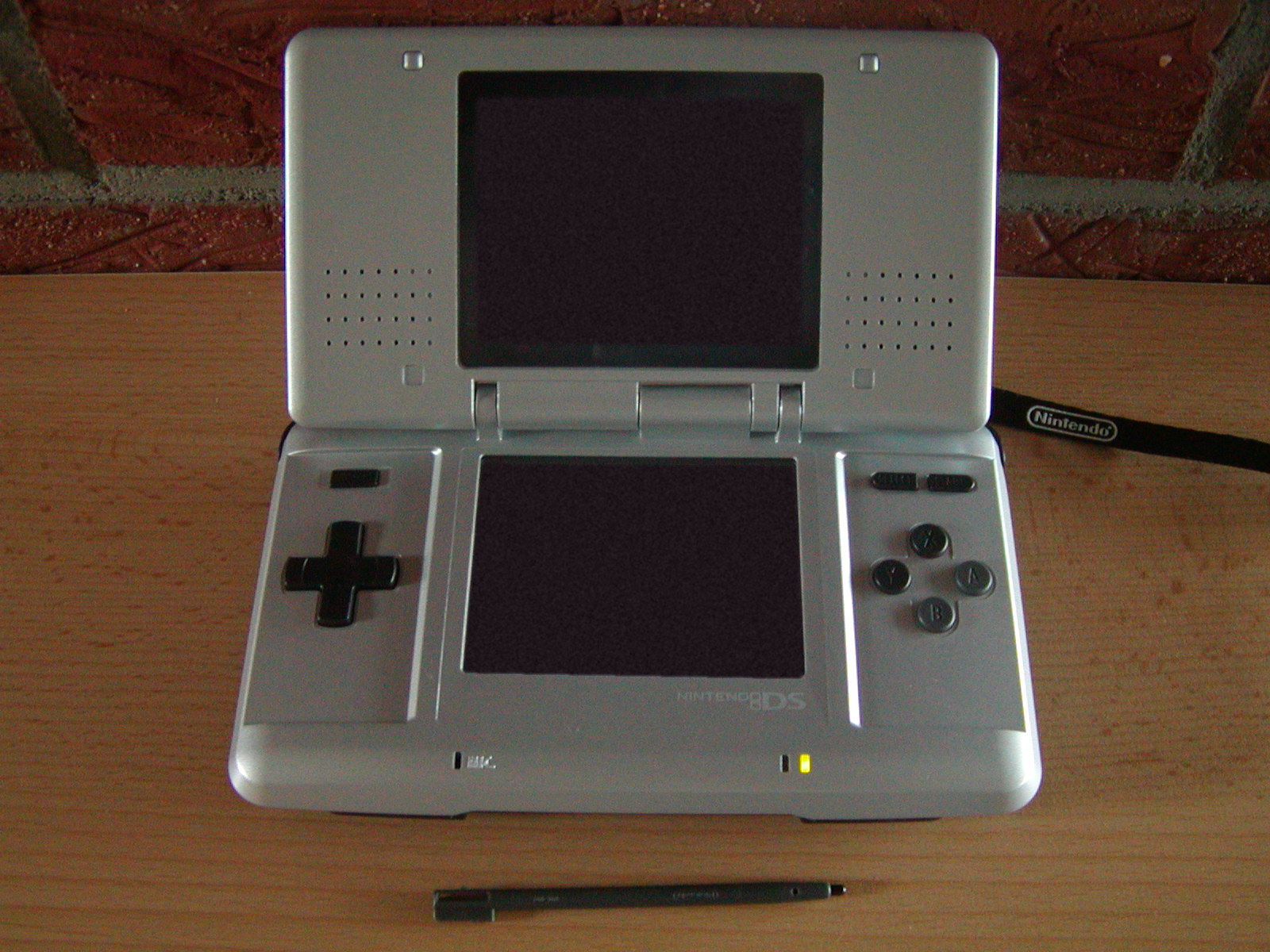
Ekran dotykowy konsoli Nintendo DS

### Ekran dotykowy
Ekran dotykowy pozwala na komunikację z komputerem za pomocą wybierania opcji poprzez dotyk ekranu. Początkowo został użyty w konsoli z Game.Com firmy Tiger. Jednak dopiero firma Nintendo spopularyzowała ekran dotykowy w grach, wydając konsolę Nintendo DS. Inną konsolą używającą ekranu dotykowego jest Tapwave Zodiac. Również większość palmtopów korzysta z ekranów dotykowych.
Aktualnie ekrany dotykowe korzystają z cienkich, przezroczystych, wytrzymałych plastikowych warstw nałożonych na szklany ekran.

### Kontrolery ruchu

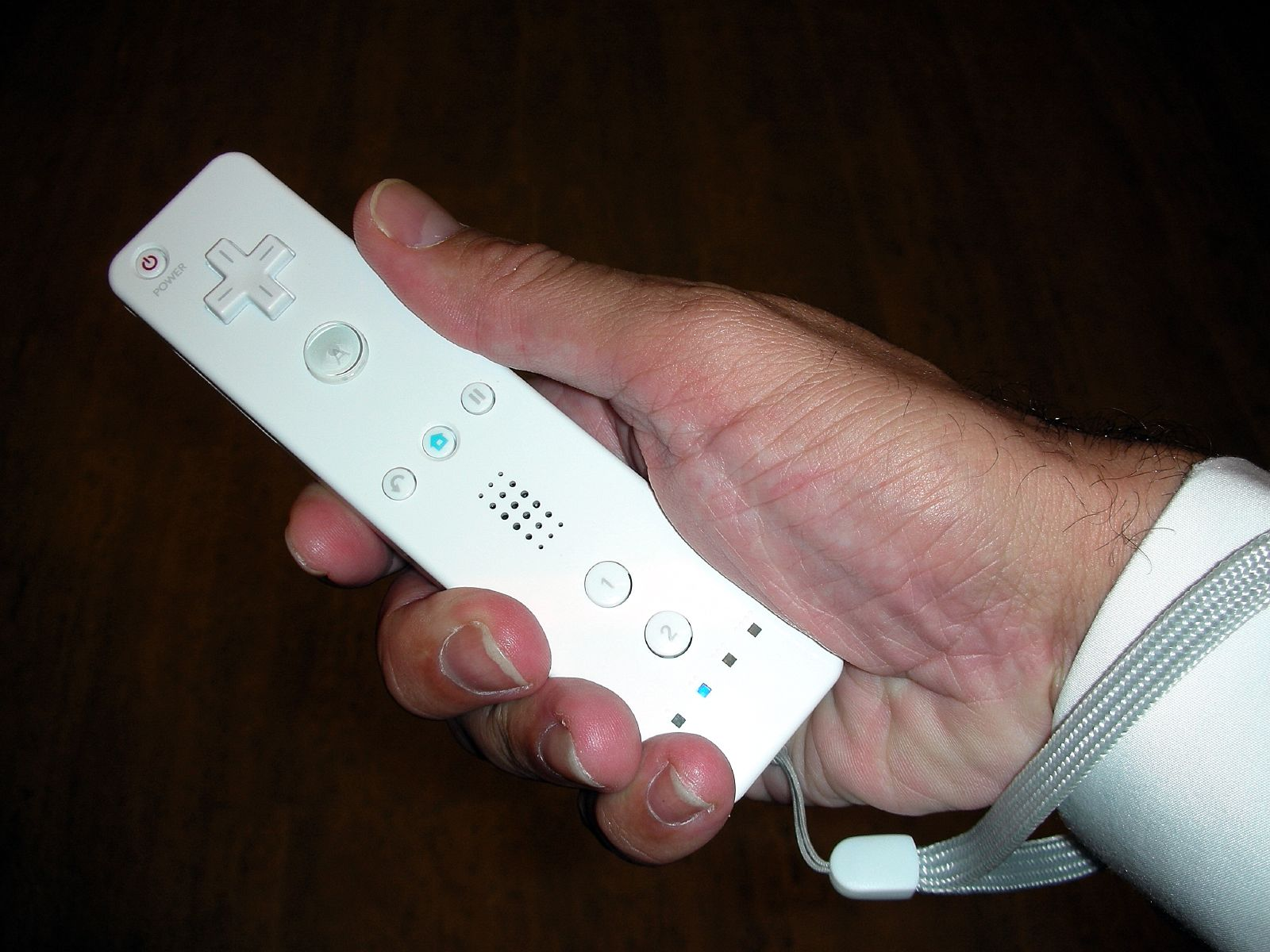
Kontoler konsoli Wii – pilot Wii Remote

Do tej kategorii można zaliczyć kontrolery, do których obsługi wymagane jest wykonywanie poleceń ruchowych lub głosowych.
W przypadku konsoli Xbox 360 wykorzystywana jest kamera Kinect podłączona do komputera lub konsoli. W takiej sytuacji użytkownik wpływa na przebieg gry poprzez wykonywanie ruchów całym ciałem przed kamerą. Dodatkowo Kinect obsługuje komendy głosowe.
Konsola Wii obsługiwana jest kontrolerem, zwanym Wii Remote (pilot Wii). Kontroler zawiera czujniki ruchu i może dzięki temu wykryć dokładną pozycję w przestrzeni i przenieść ruch w świecie rzeczywistym na ruch w świecie gry.
Na konsolę PlayStation 3 jest dostępny kontroler o nazwie PlayStation Move.

### Specjalne kontrolery
Istnieje niewiele kontrolerów tworzonych specjalnie dla gier z gatunku strategii czasu rzeczywistego i gier arcade. Przyciski takich kontrolerów mogą zostać ustawione tak, aby wykonywały odpowiednie polecenia lub makra. Takie kontrolery są tworzone do gier, które wymagają do gry klawiatury, a niektórzy gracze uważają klawiaturę za niewygodny kontroler do tych gier.

### Inne kontrolery
Na mniejszą skalę wydane zostały takie kontrolery, jak deska rozdzielcza pociągu (dostępny od czasu wydania Microsoft Train Simulator), kontrolery pinballi, lecz używali ich jedynie najzagorzalsi fani danego gatunku.
Maty taneczne – siatka dużych płaskich przycisków gamepada, rozmieszczonych tak, aby można było na nie naciskać piętą – odniosły niemały sukces dzięki popularności gier dźwiękowych, takich jak Dance Dance Revolution. Pierwsza mata taneczna, nazwana Exus Foot Craz, była sprzedawana do konsoli Atari 2600. Nintendo później kupiło podobną technologię od firmy Bandai i zastosowało ją w swoje macie Power Pad dostępnej na konsole Famicom i NES.
Gry muzyczne z kontrolerami przypominającymi instrumenty muzyczne – m.in. gitarę (Guitar Hero), perkusję (Donkey Konga) czy grzechotki (Samba de Amigo) – również znalazły uznanie pośród automatów do gier i konsoli gier wideo.

## Żywotność sprzętu
Z powodu dużej liczby ruchomych części w kontrolerze po dłuższym używaniu może się okazać, że niektóre z przycisków zaczną coraz trudniej reagować na naciśnięcia. Dzieje się tak z powodu zmiękczania się części gumowych łączących twardy przycisk z elektroniką kontrolera. Widać to szczególnie na stoiskach demonstracyjnych w różnych sklepach oferujących konsole i kontrolery gier. Plastikowe obudowy dżostików i kierownic mogą pęknąć po ich zbyt mocnym wychyleniu. Najczęściej takie przypadki zdarzają się w tanich kontrolerach mniej znanych firm.
Nawet lepiej tworzone joypady, które mogą wytrzymać nawet kilka lat bez wymiany, mogą się okazać bezużyteczne przez tworzenie nowych gier, które będą wymagać więcej przycisków, funkcji lub zmian w używanym interfejsie, czyniąc je zwyczajnie niepotrzebnymi. Na przykład zwiększająca się liczba kontrolowanych osi w komputerowych symulatorach lotu i obecnie nieużywany port gier zostawiły bezużytecznymi wiele kontrolerów. Koniec danej generacji konsoli przynosi zwykle ze sobą zanik zarówno konsoli danej ery, jak i ich kontrolerów.

## Kontrolery a zdrowie użytkownika

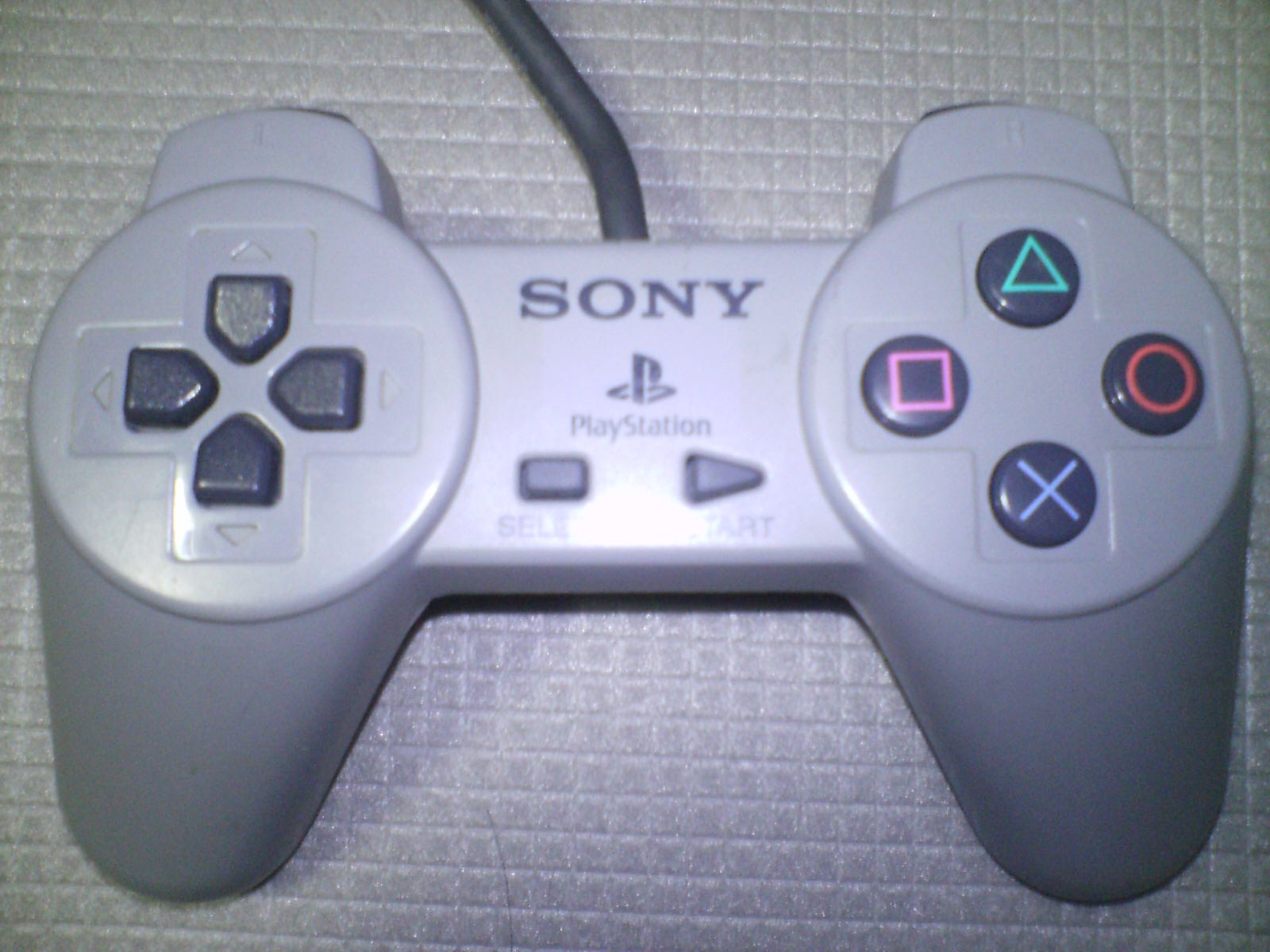
Kontoler konsoli PlayStation. Na zdjęciu widać charakterystyczne uchwyty umieszczone dla zwiększenia komfortu gracza

Kontrolery muszą być zaprojektowane w sposób ergonomiczny, aby były wygodne w użyciu dla większości potencjalnych użytkowników oraz by nie powodowały urazów na przykład z grupy RSI lub CTS. Większość kontrolerów tworzonych jest dzisiaj w taki sposób, aby niepotrzebnie nie nadwerężały rąk. Zwiększenie komfortu kontrolerów stało się możliwe dzięki stworzeniu w ich obudowach uchwytów, których starsze kontrolery, jak kontrolery konsoli Super/Nintendo Entertainment System czy Mega Drive/Genesis, nie miały.
Mimo to praktycznie niemożliwe jest znalezienie doskonałego rozwiązania, głównie z powodu różnego wieku grających i długości palców.
Na początku lat 90. zaczęto używać terminu Nintendo fingers (dosł. „palce Nintendo”), aby określić zużycie kciuków graczy na których tworzyły się pęcherze spowodowane twardością przycisków kontrolera. Bardziej popularne i mniej szkodliwe zjawisko nazywane jest Nintendo cramp (dosł. „skurcz Nintendo”), które powoduje ból nie tylko palców, lecz także całej dłoni. Najczęściej przyczyną „skurczu” było używanie małych kontrolerów. Jednak długie trzymanie dłoni lub palców w pozycji zgiętej może doprowadzić nawet do powstania pęcherzy.